# Tenir el cor trencat

Un tenir el cor trencat és una metàfora per a l'intens estrès o dolor emocional que se sent en experimentar una gran pèrdua o enyor profund. El concepte és intercultural, sovint citat amb referència a l'amor no correspost o perdut.
L'amor romàntic fracassat pot ser extremadament dolorós; les persones amb el cor trencat poden sucumbir a depressió, ansietat i, en casos més extrems, trastorn per estrès posttraumàtic.